# Tepuihyla
Genre
Tepuihyla est un genre d'amphibiens de la famille des Hylidae.

## Répartition
Les neuf espèces de ce genre se rencontrent sur les tepuis de l'Est et du Sud-Est du Venezuela, du Guyana et à la frontière au Brésil.

## Liste des espèces
Selon Amphibian Species of the World (9 juin 2017) :
- Tepuihyla aecii Ayarzagüena, Señaris, & Gorzula, 1993
- Tepuihyla edelcae (Ayarzagüena, Señaris, & Gorzula, 1993)
- Tepuihyla exophthalma (Smith & Noonan, 2001)
- Tepuihyla luteolabris Ayarzagüena, Señaris, & Gorzula, 1993
- Tepuihyla obscura Kok, Ratz, Tegelaar, Aubret, & Means, 2015
- Tepuihyla rodriguezi (Rivero, 1968)
- Tepuihyla shushupe Ron, Venegas, Ortega-Andrade, Gagliardi-Urrutia, & Salerno, 2016
- Tepuihyla tuberculosa (Boulenger, 1882)
- Tepuihyla warreni (Duellman & Hoogmoed, 1992)

## Publication originale
- Ayarzagüena, Señaris & Gorzula, 1993 "1992" : Un neuvo genero para las especies del "grupo Osteocephalus rodriguezi" (Anura: Hylidae). Memoria de la Sociedad de Ciencias Naturales La Salle, vol. 52, no 138, p. 213-221.